# Karl Goldmark
Karl Goldmark (Keszthely, 18 maggio 1830 – Vienna, 2 gennaio 1915) è stato un compositore ungherese.

## Biografia
Figlio di un cantore ebreo, trascorse l'infanzia in condizioni misere con molti fratelli e sorelle. Dopo aver studiato violino con Jansa, si iscrisse al Conservatorio di Vienna ma proseguì privatamente gli studi. Dal 1848 si dedicò alla composizione, ottenendo immediatamente un buon successo con l'ouverture Sakuntala (1865) e con uno scherzo orchestrale, l'opera 19.
Enorme fu la popolarità ottenuta con La regina di Saba (1875), nella quale la spumeggiante invenzione melodica si unì alla salda originalità dello strumentale, con Merlin (1886) e con Das Heimchen am Herd (1896) assieme ad Hans Richter (direttore d'orchestra) allo Staatsoper. Nell'opera Goldmark, dopo aver studiato antichi testi ebraici, introdusse elementi propri della tradizione ebraica.
Venne nominato dottore honoris causa dall'Università di Budapest nel 1910.
Fu uno dei più importanti esponenti dell'eclettismo di fine Ottocento, impreziosito da una vena accademica e aiutato da un ottimo mestiere.

## Lavori

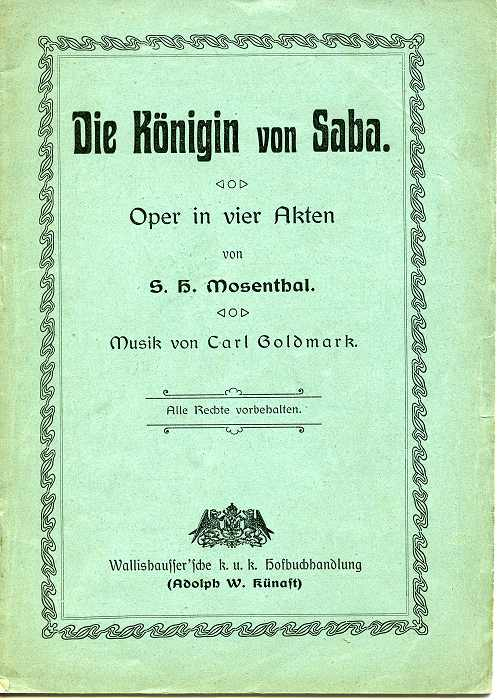
Libretto di data sconosciuta dell'opera Die Königin von Saba

### Opere
- Die Königin von Saba (1875); 4 Atti, op. 27
- Merlin (1886)
- Heimchen am Herd (1896)
- Der Fremdling (1897)
- Die Kriegsgefangene (1899)
- Götz von Berlichingen (1902)
- Ein Wintermärchen, in tre atti (1908) allo Staatsoper diretta da Felix von Weingartner

### Ouverture
- Sakuntala (1865), op. 13; erster großer Erfolg
- Pentesilea, op. 31
- Im Frühling, Ouverture per Orchestra, op. 36
- Der gefesselte Prometheus, op. 38
- In Italien, op. 49

### Sinfonie
- Sinfonia Nr. 1 op. 26 "Ländliche Hochzeit" (1876 con Hans Richter (direttore d'orchestra) al Musikverein di Vienna)
- Sinfonia Nr. 2 op. 35 Es-Dur

### Opere per orchestra
- Konzert für Violine und Orchester Nr. 1 a-moll, op. 28

### Opere per coro
- Regenlied, Op.10
- Zwei Stücke für Herrenchor, Op.14
- Frühlingsnetz für Herrenchor, 4 Hörner und Klavier, Op.15
- Meeresstille und glückliche Fahrt für Herrenchor und Hörner, Op.16
- Zwei Stücke für Herrenchor, Op.17
- Frühlingshymne für Alt, Chor und Orchester, Op.23
- Im Fuschertal, sechs Chorgesänge, Op.24
- Psalm CXIII für Solostimmen, Chor und Orchester, Op.40
- Zwei Stücke für Herrenchor, Op.41
- Zwei vierstimmige Gesänge mit Klavier, Op.42

### Opere per violino, violoncello e piano
- Suite für Violine und Klavier op.11 D-Dur
- Suite für Violine und Klavier op.43 Es-Dur
- Sonate für Violine und Klavier op.25
- Ballade für Violine und Klavier op.54
- Romanze für Violine und Klavier, op. 51
- Sonate für Cello und Klavier op.39 F-Dur
- Violinkonzert op.28 a-moll

### Opere per piano
- Sturm und Drang, Op.5
- Drei Stücke für Klavierduo, Op.12
- Zwei Tänze für Klavierduo, Op.22 (später durch den Komponisten orchestriert)
- Zwei Novelletten, Op.29
- Sechs Stücke für Klavier, Op.52

### Musica da camera
- Klaviertrios op.4 und op.33
- Klavierquintett op.30
- Streichquartett op.8 B-Dur (1860)
- Streichquintett op.9